# آپتانا
آپتانا (.Aptana, Inc) یک شرکت در زمینه تولید ابزارهای توسه وب با استفاده از زبان‌های (JavaScript، Ruby PHP و Python) می‌باشد. محصولات اصلی این شرکت شامل Aptana Studio , Aptana Cloud و Aptana Jaxer می‌باشد.

## Aptana Studio
Aptana Studio یک محیط توسعه یکپارچه (IDE) , متن باز برای ساخت اپلیکشن‌های وب و بر پایه و اساس نرم‌افزار Eclipse توسعه داده شده‌است. این محصول از JavaScript، HTML، DOM و CSS با ویژگی تکمیل خودکار کد، اشکال زدایی JavaScript، اعلان‌های خطا و هشدار و مستندات یکپارچه پشتیبانی می‌کند. افزونه‌های اضافی به آپتانا، امکان پشتیبانی از زبان‌هایی مانند Ruby on Rails , PHP , Python , Perl را به کاربران می‌دهد. این ویرایشگر به صورت مستقل در ویندوز، Mac OS X و Linux یا به عنوان یک افزونه برای نرم‌افزار Eclipse در دسترس است.